# Grainville-la-Teinturière
Grainville-la-Teinturière – miejscowość i gmina we Francji, w regionie Normandia, w departamencie Sekwana Nadmorska.
Według danych na rok 1990 gminę zamieszkiwały 964 osoby, a gęstość zaludnienia wynosiła 52 osoby/km² (wśród 1421 gmin Górnej Normandii Grainville-la-Teinturière plasuje się na 250. miejscu pod względem liczby ludności, natomiast pod względem powierzchni na miejscu 70.).